# Noël Van Tyghem

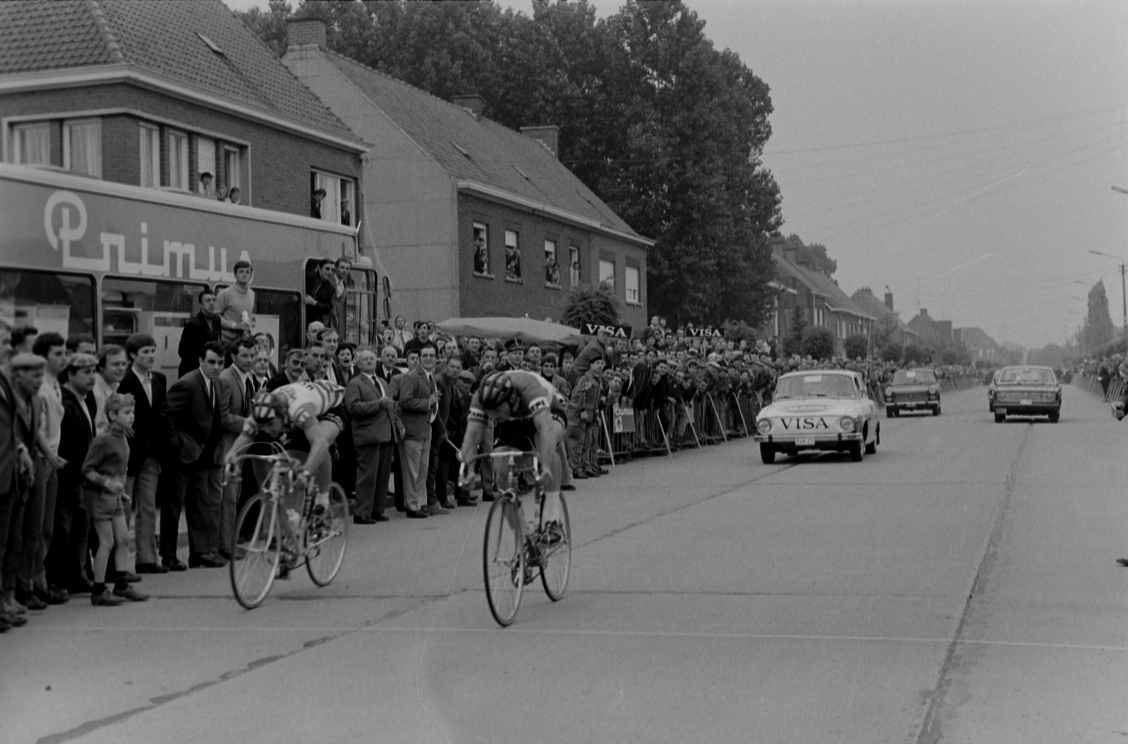
Finalsprint Gullegem Koerse 1971 zwischen Noël Van Tyghem (li.) und Eric Leman

Noël Van Tyghem (* 9. Oktober 1947 in Ieper, Belgien; † 10. Juni 1994 in De Panne, Belgien) war ein belgischer Radrennfahrer.

## Karriere
Van Tyghem konnte 1965 die Junioren-Ausgabe von Omloop Mandel-Leie-Schelde Meulebeke gewinnen. 1968 gewann er das Rennen um die Belgische Straßenmeisterschaft der Amateure, jeweils eine Etappe bei der Internationale Friedensfahrt und der Griechenland-Rundfahrt sowie das Rennen Gent–Ipern. Ab 1969 startete er seine Profi-Karriere bei der Mannschaft Pull Over Centrale-Tasmania aus Belgien. Hier gewann er die Rennen Omloop van het Houtland, Circuit du Houtland-Torhout und Gullegem Koerse und belegte bei Grand Prix d’Isbergues Platz 2. 1970 erwirkte er neben den Siegen Platz 2 bei Schaals Sels und De Kustpijl, Platz 3 beim Grand Prix des Nations und Platz 6 bei der Trofeo Baracchi. 1971 belegte er den dritten Platz bei Omloop Het Volk und Platz 7 beim Grand Prix des Nations. 1972 war das erfolgreichste Jahr mit den meisten und wichtigsten Siegen sowie den meisten Platzierungen wie dritte Plätze bei Rund um den Henninger Turm, De Kustpijl und Polder-Kempen, vierte Plätze bei Omloop van het Zuidwesten, E3-Prijs Harelbeke, Grand Prix de Wallonie und Brüssel - Meulebeke. Im Folgejahr konnte Van Tyghem vierte Plätze beim Omloop Het Volk, Polder-Kempen und beim Grand Prix de Denain erwirken. 1974 und 1975 konnte er keine nennenswerte Platzierungen erreichen und beendete seine Karriere nach dem Ende der Saison 1975.
Nach der Profikarriere arbeitete er unter anderem auch als Mechaniker bei der Telekom-Mannschaft.

## Sonstiges
“Samen met Eddy Merckx won ik alle klassiekers die er te winnen waren. Ik Parijs-Tours en hij al de rest."”

„Zusammen mit Eddy Merckx habe ich alle Klassiker gewonnen, die es zu gewinnen gab. Ich Paris-Tours und er den ganzen Rest.“

## Erfolge
1969
- Omloop van het Houtland
- Circuit du Houtland-Torhout
- Gullegem Koerse

1970
- Circuit du Port de Dunkerque
- Grand Prix de Fourmies
- Circuit des Frontières

1971
- eine Etappe Tour d’Indre-et-Loire

1972
- Paris–Tours
- Circuit des Frontières
- Schaal Sels Merksem
- eine Etappe Vier Tage von Dünkirchen

1973
- Nokere Koerse
- De Kustpijl